# Große Divergenz

Schätzungen des Pro-Kopf-BIP für ausgewählte europäische und asiatische Länder zwischen 1500 und 1950 von Angus Maddison, die das explosive Wachstum von Westeuropa und Japan im 19. Jahrhundert zeigen

Die Große Divergenz (englisch The Great Divergence) oder das europäische Wunder ist die Entwicklung, in deren Verlauf die westliche Welt (d. h. Westeuropa und die Teile der von Europäern besiedelten Neuen Welt) vormoderne Wachstumsbeschränkungen überwand und im 19. Jahrhundert als die mächtigsten und reichsten Weltregionen hervorgingen und zuvor dominierenden Kulturen aus dem Nahen Osten und Asien in den Schatten stellten, wie z. B. Qing-China, Mogul-Indien, das Osmanische Reich, das Persien der Safawiden und Tokugawa-Japan.
Wissenschaftler haben eine Vielzahl von Theorien aufgestellt, um zu erklären, warum es zur Großen Divergenz kam, darunter geografische, kulturelle, intelligenzbezogene, institutionelle, kolonialistische, ressourcenbezogene und auf reinem Zufall beruhende Theorien. Es herrscht Uneinigkeit über den Zeitpunkt der „großen“ Divergenz. Traditionell wurde davon ausgegangen, dass der Beginn der Divergenz im 16. oder sogar im 15. Jahrhundert liegt, mit der kommerziellen Revolution und den Ursprüngen des Merkantilismus und Kapitalismus während der Renaissance und des Zeitalters der Entdeckungen, dem Aufstieg der europäischen Kolonialreiche, der Proto-Globalisierung, der wissenschaftlichen Revolution und dem Zeitalter der Aufklärung. Der größte Sprung in der Divergenz ereignete sich jedoch im späten 18. und 19. Jahrhundert mit der ersten industriellen Revolution und der zweiten industriellen Revolution. Aus diesem Grund betrachten einige Wirtschaftswissenschaftler nur dies als die „große“ Divergenz.
Technologische Fortschritte in Bereichen wie Verkehr, Bergbau und Landwirtschaft wurden während der Großen Divergenz im Westen Eurasiens in höherem Maße genutzt als im Osten. Die Technologie führte zu einer zunehmenden Industrialisierung und wirtschaftlichen Komplexität in den Bereichen Landwirtschaft, Handel und Energie, wodurch Ost und West voneinander divergierten. Die Nutzung von Kohle als Energieersatz für Holz in der Mitte des 19. Jahrhunderts verschaffte Westeuropa einen großen Vorsprung in der modernen Energieerzeugung. Im 20. Jahrhundert erreichte die Große Divergenz vor dem Ersten Weltkrieg ihren Höhepunkt und hielt bis Anfang der 1970er Jahre an; nach zwei Jahrzehnten unbestimmter Schwankungen wurde sie dann Ende der 1980er Jahre von der Großen Konvergenz abgelöst, als die meisten Entwicklungsländer deutlich höhere Wirtschaftswachstumsraten als die meisten Industrieländer erreichten.

## Terminologie und Begriffsbestimmung
Der Begriff „Große Divergenz“ wurde 1996 von Samuel P. Huntington geprägt und von Kenneth Pomeranz in seinem Buch The Great Divergence: China, Europe, and the Making of the Modern World Economy (2000) verwendet. Dasselbe Phänomen wurde auch von Eric Jones (1936–2024) erörtert, dessen 1981 erschienenes Buch The European Miracle: Environments, Economies and Geopolitics in the History of Europe and Asia den alternativen Begriff „Europäisches Wunder“ populär machte. Im Großen und Ganzen bezeichnen beide Begriffe einen sozioökonomischen Wandel, bei dem die europäischen Länder während der Neuzeit einen Vorsprung gegenüber anderen Regionen erreichten.
Der Zeitpunkt der Großen Divergenz ist unter Historikern umstritten. Traditionell wird sie auf das 16. (oder sogar 15. Jahrhundert) datiert, wobei argumentiert wurde, dass sich Europa seit diesem Zeitpunkt auf einem Pfad höheren Wachstums befand. Pomeranz und andere Vertreter der kalifornischen Schule argumentieren, dass der Zeitraum der größten Divergenz im 19. Jahrhundert lag. Unter Berufung auf Ernährungsdaten und chronische europäische Handelsdefizite argumentieren diese Wissenschaftler, dass vor diesem Zeitpunkt die am weitesten entwickelten Teile Asiens in Bezug auf den durchschnittlichen Reallohn eine mit Europa vergleichbare wirtschaftliche Entwicklung aufwiesen, insbesondere das Jangtse-Delta im Qing-China und Bengalen in Südasien. Der Wirtschaftshistoriker Prasannan Parthasarathi vertrat die Ansicht, dass die Löhne in Teilen Südindiens, insbesondere in Mysore, mit denen Großbritanniens vergleichbar gewesen sein könnten.
Einige sind der Meinung, dass die kulturellen Faktoren, die hinter der Divergenz stehen, auf frühere Entwicklungen wie die Renaissance zurückgeführt werden können. So wurde gemessen, dass selbst die reichsten Gebiete Asiens schon im 16. Jahrhundert beim Lohn in Silber gemessen hinter Westeuropa zurücklagen. Laut Forschungen, in denen England mit dem Jangtse-Delta (dem mit Abstand am weitesten entwickelten Teil Chinas) verglichen wurde, sollen um 1600 die Durchschnittslöhne in England, gemessen in Silber, dreimal so hoch gewesen sein wie die im Jangtse-Delta und gemessen in Weizenäquivalent, um 15 % höher gewesen sein (wobei Weizen als Basis für die Kaufkraft von Grundversorgungsgütern und Silber als Basis für die Kaufkraft von Handwerksgütern, insbesondere von gehandelten Gütern, verwendet wird), und dass auch die Urbanisierung bereits höher war. Die Silberlöhne Englands waren im späten 16. Jahrhundert fünfmal so hoch wie die Indiens, wobei die relativ hohen Getreidelöhne in Indien einen relativen Überfluss an Getreide und die niedrigen Silberlöhne einen niedrigen allgemeinen Entwicklungsstand widerspiegelten. Die Getreidelöhne begannen ab dem frühen 18. Jahrhundert stärker zu divergieren, wobei die englischen Löhne im Weizenäquivalent zweieinhalbmal höher wurden als die indischen oder chinesischen. Dies gilt jedoch nur für Nordwesteuropa, da die Silberlöhne in Süd-, Mittel- und Osteuropa bis 1800 immer noch gleichauf mit den fortgeschrittenen Teilen Asiens waren.
Die Frage, ob Getreide- oder Silberlöhne den allgemeinen Lebensstandard besser widerspiegeln, wird von Ökonomen und Historikern seit langem diskutiert. Dies beeinflusst auch, wann die Divergenz genau beginnt.

## Bedingungen in verschiedenen Regionen
„Warum beginnen die christlichen Nationen, die in der Vergangenheit im Vergleich zu den muslimischen Nationen so schwach waren, in der Neuzeit so viele Länder zu beherrschen und sogar die einst siegreichen osmanischen Armeen zu besiegen?… weil sie Gesetze und Regeln haben, die der Vernunft folgen.“ İbrahim Müteferrika (1731)
Obwohl Kernregionen in Eurasien bis zum 18. Jahrhundert einen relativ hohen Lebensstandard erreicht hatten, begrenzten Landknappheit, Bodendegradation, Abholzung, das Fehlen verlässlicher Energiequellen und andere ökologische Zwänge das Wachstum des Pro-Kopf-Einkommens. Rasche Abschreibungsraten auf Kapital bedeuteten, dass ein großer Teil der Ersparnisse in vormodernen Volkswirtschaften für den Ersatz von verbrauchtem Kapital ausgegeben wurde, was die Kapitalakkumulation behinderte. Größere Mengen an Brennstoffen, Land, Nahrungsmitteln und anderen Ressourcen waren für anhaltendes Wachstum notwendig, was zum Kolonialismus führte. Die Industrielle Revolution überwand diese Beschränkungen und ermöglichte zum ersten Mal in der Geschichte der Menschheit ein schnelles, anhaltendes Wachstum des Pro-Kopf-Einkommens.

### Europa
Nachdem die Invasionen der Wikinger, Muslime und Magyaren im 10. Jahrhundert abgeklungen waren, begann für das christliche Westeuropa eine Zeit des Wohlstands, des Bevölkerungswachstums und der territorialen Expansion, die als Hochmittelalter bezeichnet wird. Handel und Gewerbe lebten wieder auf, und es kam zu einer zunehmenden Spezialisierung zwischen verschiedenen Gebieten sowie zwischen dem Land und den Handwerkern in den Städten. Im 13. Jahrhundert war das beste Land bereits intensiv bewirtschaftet und die landwirtschaftlichen Erträge begannen zu sinken, obwohl Handel und Gewerbe weiter expandierten, insbesondere in Venedig und anderen norditalienischen Städten. Das 14. Jahrhundert brachte dann eine Reihe von Katastrophen mit sich: Hungersnöte, Kriege, den Schwarzen Tod und weitere Epidemien.
Dem Schwarzen Tod und der damit verbundenen Bevölkerungsreduktion wurde von einigen Historikern jedoch auch positive Einflüsse auf die langfristige Wirtschaftsentwicklung zugeschrieben. So regte der Arbeitskräftemangel zu technologischer Innovation an und erhöhte den Reallohn der Bauern und Arbeiter, bei gleichzeitiger Schwächung des Feudalismus.
Einer Studie aus dem Jahr 2014 zufolge gab es zwischen 1300 und 1800 eine ‚kleine Divergenz‘ innerhalb Europas: Die Reallöhne in der Nordseeregion stabilisierten sich mehr oder weniger auf dem nach dem Schwarzen Tod erreichten Niveau und blieben während der gesamten frühen Neuzeit (und bis ins 19. Jahrhundert hinein) relativ hoch (oberhalb des Existenzminimums), während die Reallöhne weiter südlich (in Deutschland, Italien und Spanien) nach dem 15. Jahrhundert zu sinken begannen und im Zeitraum von 1500 bis 1800 zu einer Art Existenzminimum zurückkehrten. Diese „kleine Divergenz“ bei den Reallöhnen spiegelt eine ähnliche Divergenz beim Pro-Kopf-BIP wider: In der „Peripherie“ Europas gab es zwischen 1500 und 1800 fast kein Pro-Kopf-Wachstum (oder sogar einen Rückgang), während in den Niederlanden und England das Realeinkommen weiter anstieg und sich in diesem Zeitraum fast verdoppelte.
Im Zeitalter der Entdeckungen erschlossen Seefahrer neue Routen nach Amerika und Asien. Der Handel weitete sich aus, zusammen mit Innovationen wie Aktiengesellschaften und verschiedenen Finanzinstituten. Dies führte zu einer Machtkonzentration in Staaten, deren Finanzen vom Handel abhingen. Die Niederländische Republik wurde von Kaufleuten kontrolliert, während das Parlament nach einem langen Kampf, der in der Glorreichen Revolution gipfelte, die Kontrolle über das Königreich England erlangte. Dies erwies sich als günstig für die wirtschaftliche Entwicklung. Ende des 16. Jahrhunderts begannen London und Antwerpen, sich von anderen europäischen Städten abzusetzen, wie die folgende Grafik der Reallöhne in mehreren europäischen Städten zeigt:
Laut einer Untersuchung durch den amerikanischen Politikwissenschaftler Jack Goldstone im Jahr 2021 trat die Große Divergenz erst nach 1750 (oder sogar 1800) in Nordwesteuropa auf. Davor waren die Wirtschaftswachstumsraten in Nordwesteuropa laut ihm weder anhaltend noch bemerkenswert, und das Pro-Kopf-Einkommen war vergleichbar mit „Spitzenwerten, die Hunderte von Jahren zuvor in den am weitesten entwickelten Regionen Italiens und Chinas erreicht wurden“.
Der Westen hatte im Vergleich zu Asien eine Reihe einzigartiger Vorteile, wie z. B. die Nähe zu Kohleminen, die Entdeckung der Neuen Welt, die die ökologische Beschränkungen des Wirtschaftswachstums (Landmangel usw.) milderte sowie die Gewinne aus der Kolonialisierung und dem Überseehandel.

### China

Vergleich der Bevölkerungszahlen (Millionen, logarithmische Skala) von China und Kontinentaleuropa zwischen 1000 und 1975

China hatte in den letzten zwei Jahrtausenden meist eine größere Bevölkerung als Europa, und war im Gegensatz zu Europa über lange Zeiträume politisch geeint. Während der Song-Dynastie (960–1279) erlebte das Land eine Revolution in den Bereichen Landwirtschaft, Wassertransport, Finanzen, Urbanisierung, Wissenschaft und Technologie, die die chinesische Wirtschaft ab etwa 1100 zur fortschrittlichsten der Welt machte. Die Beherrschung des Nassfeld-Reisanbaus erschloss den bis dahin unterentwickelten Süden des Landes, während der Norden Chinas später von Invasionen der Jurchen und Mongolen, Überschwemmungen und Epidemien verwüstet wurde. Das Ergebnis war eine dramatische Verlagerung des Bevölkerungs- und Wirtschaftszentrums von der Wiege der chinesischen Zivilisation rund um den Gelben Fluss in den Süden des Landes, ein Trend, der sich durch die Wiedererschießung des Nordens ab dem 15. Jahrhundert nur teilweise umkehrte. Um 1300 war China insgesamt in Bezug auf den Lebensstandard hinter Italien zurückgefallen, und um 1400 hatte auch England aufgeholt, aber seine wohlhabendsten Regionen, vor allem das Jangtse-Delta, blieben möglicherweise bis zum frühen 18. Jahrhundert auf Augenhöhe mit Europa.
In der späten Kaiserzeit (1368–1911), die die Ming- und die Qing-Dynastie umfasste, war die Besteuerung niedrig, und Wirtschaft und Bevölkerung wuchsen beträchtlich, wenn auch ohne wesentliche Produktivitätssteigerungen. Chinesische Waren wie Seide, Tee und Keramik waren in Europa sehr gefragt, was zu einem Zustrom von Silber führte, die Geldmenge vergrößerte und das Wachstum wettbewerbsfähiger und stabiler Märkte erleichterte. Ende des 18. Jahrhunderts war die Bevölkerungsdichte immer noch höher als in Europa. In China gab es mehr große, aber weit weniger Kleinstädte als im zeitgenössischen Europa. Kenneth Pomeranz behauptete ursprünglich, dass die Große Divergenz erst im 19. Jahrhundert begann. Später revidierte er seine Position und sah das Datum nun zwischen 1700 und 1750.

### Indien

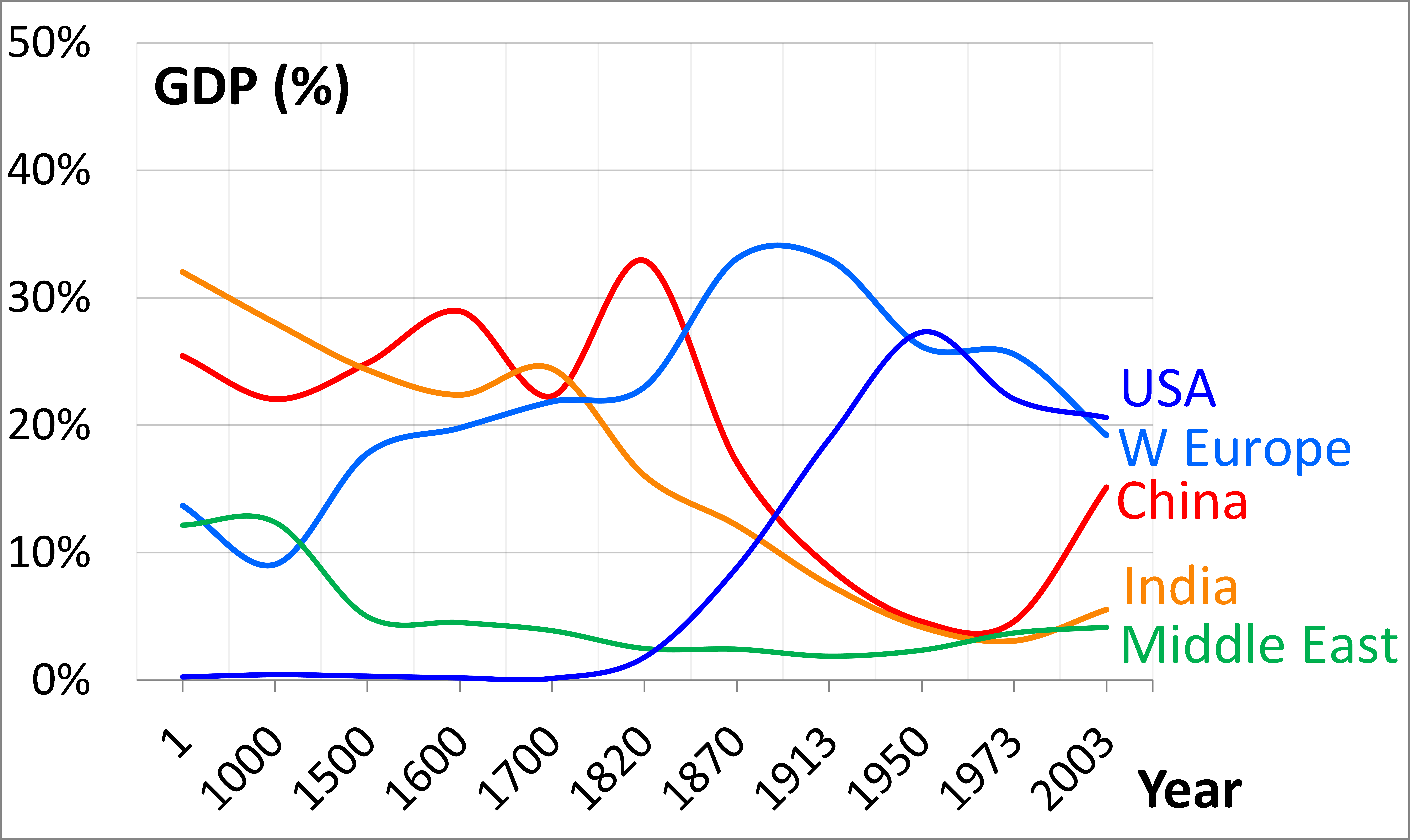
Der globale Beitrag zum Welt-BIP (KKP) nach Regionen vom 1. Jahrhundert n. Chr. bis 2003 n. Chr. nach Schätzungen von Angus Maddison. Bis zum 18. Jahrhundert waren China und Indien die beiden produktivsten Regionen.

Einer Studie und einem Datensatz aus dem Jahr 2020 zufolge begann die große Divergenz zwischen Nordindien (von Gujarat bis Bengalen) und Großbritannien im späten 17. Jahrhundert. Sie vergrößerte sich nach den 1720er Jahren und explodierte nach den 1800er Jahren, als Indien eine britische Kolonie wurde. Die Studie kam zu dem Ergebnis, dass „vor allem der Aufschwung in England und die Stagnation in Indien in der ersten Hälfte des neunzehnten Jahrhunderts zu den großen Unterschieden im Lebensstandard führten“.
Im Laufe seiner Geschichte war Indien, insbesondere das reiche Sultanat Bengalen, eine wichtige Handelsnation gewesen. Seine Landwirtschaft war hocheffizient, ebenso wie sein Handwerk und Manufakturwesen. Im Gegensatz zu China, Japan und West- und Mitteleuropa kam es in Indien bis zum 19. und 20. Jahrhundert nicht zu einer umfassenden Abholzung der Wälder, weshalb Kohlevorkommen nicht als Energiequelle erschlossen wurden. Ab dem 17. Jahrhundert wurden Baumwolltextilien aus dem Mogulreich in Europa populär, wobei einige Regierungen sie verboten, um ihre Wollindustrie zu schützen. Insbesondere Bengalen während des Mogulreichs, die reichste Region Indiens, war weltweit führend in Bereichen wie der Textilherstellung und dem Schiffbau.
Im Europa der frühen Neuzeit gab es eine große Nachfrage nach Produkten aus Indien, insbesondere nach Baumwollstoffe, sowie nach Waren wie Gewürzen, Paprika, Indigo, Seide und Salpeter (zur Verwendung in Munition). Die europäische Mode zum Beispiel wurde zunehmend von indischen Textilien und Seidenstoffen abhängig. Im 17. und 18. Jahrhundert entfielen 95 % der britischen Einfuhren aus Asien auf Indien. Amiya Kumar Bagchi schätzt, dass 1809–13 10,3 % der Bevölkerung Bihars in der Handspinnerei, 2,3 % in der Weberei und 9 % in anderen verarbeitenden Berufen tätig waren, um diese Nachfrage zu befriedigen. Im Gegensatz dazu war die Nachfrage nach europäischen Waren in Indien, das sich weitgehend selbst versorgte, sehr gering, sodass die Europäer außer einigen Wolltextilien, unverarbeiteten Metallen und einigen Luxusgütern nur sehr wenig anzubieten hatten. Das Handelsungleichgewicht veranlasste die Europäer, große Mengen an Gold und Silber nach Indien zu exportieren, um die indischen Importe zu bezahlen. Im 19. Jahrhundert wurde die entstehende indische Textilindustrie durch industriell gefertigte britische Importe ruiniert und Bengalen verarmte.

### Naher Osten
Um das Jahr 1000 war der Nahe Osten fortschrittlicher als Westeuropa und lag Mitte des 16. Jahrhunderts gleichauf, aber um 1750 waren die führenden Staaten der Region hinter westeuropäischen Staaten wie Großbritannien und den Niederlanden zurückgefallen. Hierbei rächten sich Entscheidungen wie das Verbots des Buchdrucks durch den Osmanischen Sultan im 15. Jahrhundert, da die Verbreitung neuer Ideen als Bedrohung angesehen wurde.
Ein Beispiel für ein Land des Nahen Ostens, das zu Beginn des 19. Jahrhunderts über eine fortschrittliche Wirtschaft verfügte, war das osmanische Ägypten, das über einen hochproduktiven industriellen Fertigungssektor und ein Pro-Kopf-Einkommen verfügte, das mit dem westeuropäischer Länder wie Frankreich vergleichbar war und über dem Japans und Osteuropas lag. Im Jahr 1819 begann Ägypten unter Muhammad Ali mit staatlich geförderten Industrialisierungsprogrammen, zu denen die Errichtung von Fabriken für die Waffenproduktion, einer Eisengießerei, groß angelegtem Baumwollanbau, Mühlen für die Entkörnung, Spinnerei und Weberei von Baumwolle sowie Unternehmen für die landwirtschaftliche Verarbeitung gehörten. Anfang der 1830er Jahre gab es in Ägypten 30 Baumwollspinnereien mit rund 30.000 Beschäftigten. Unter Mohammed Ali wurden zu Beginn des 19. Jahrhunderts Dampfmaschinen in der ägyptischen Industrieproduktion eingeführt. Kessel wurden hergestellt und in ägyptischen Industrien wie Eisenhütten, Textilfabriken, Papiermühlen und Schälmühlen installiert. Im Vergleich zu Westeuropa verfügte Ägypten auch über eine bessere Landwirtschaft und ein effizientes Transportnetz über den Nil. Der Wirtschaftshistoriker Jean Batou vertritt die Ansicht, dass in Ägypten in den 1820er bis 1830er Jahren die notwendigen wirtschaftlichen Voraussetzungen für eine rasche Industrialisierung gegeben waren.
Nach dem Tod von Muhammad Ali im Jahr 1849 verfielen seine Industrialisierungsprogramme, woraufhin Ägypten, so der Historiker Zachary Lockman, „auf dem besten Weg war, sich als Lieferant eines einzigen Rohstoffs, der Baumwolle, vollständig in den europäisch dominierten Weltmarkt zu integrieren“. Lockman argumentiert, dass Ägypten, wäre es mit seinen Industrialisierungsprogrammen erfolgreich gewesen, „vielleicht mit Japan [oder den Vereinigten Staaten] die Auszeichnung geteilt hätte, eine autonome kapitalistische Entwicklung zu erreichen und seine Unabhängigkeit zu bewahren“.
Andere Gebiete des Osmanischen Reiches und Persien leiteten nötige Reformen nicht rechtzeitig ein und fielen bis Mitte des 19. Jahrhunderts zunehmend unter den Einfluss westlicher Imperialmächte.

### Japan
Die japanische Gesellschaft wurde vom Tokugawa-Shogunat regiert, das die japanische Gesellschaft in eine strenge Hierarchie einteilte und durch staatliche Monopole und Beschränkungen des Außenhandels erheblich in die Wirtschaft eingriff; in der Praxis wurde die Bestimmungen jedoch häufig umgangen. Von 725 bis 1974 verzeichnete Japan ein jährliches Pro-Kopf-BIP-Wachstum von 0,04 %, wobei die wichtigsten Perioden mit positivem Pro-Kopf-BIP-Wachstum in die Jahre 1150–1280, 1450–1600 und nach 1730 fielen. Es gab keine nennenswerten Perioden mit anhaltenden Rückgängen beim BIP. Im Vergleich zum Vereinigten Königreich lag das Pro-Kopf-BIP bis Mitte des 17. Jahrhunderts auf einem ähnlichen Niveau. Um 1850 betrug das Pro-Kopf-Einkommen in Japan etwa ein Viertel des britischen Niveaus. Japan zeichnete sich allerdings durch eine vergleichsweise hohe Lebenserwartung von über 40 Jahren aus, was eine gute Grundlage für den durch die Meiji-Restauration initiierten Aufholprozess darstellte.

### Afrika südlich der Sahara
Das vorkoloniale Afrika südlich der Sahara war politisch stark zersplittert, genau wie das Europa der frühen Neuzeit. Afrika war die Heimat zahlreicher wohlhabender Reiche, die sich um Küstengebiete oder große Flüsse, die Teil wichtiger Handelsrouten waren, entwickelten. Afrika war jedoch viel dünner besiedelt als Europa. Das ungünstige Verhältnis zwischen Land und Arbeitskräften könnte die Wahrscheinlichkeit verringert haben, dass es in den afrikanischen Ländern südlich der Sahara zu einer historischen institutionellen Zentralisierung auf „nationaler Ebene“ kam. Der transatlantische Sklavenhandel könnte Afrika weiter geschwächt haben.
In der Sahelzone am südlichen Rand der Sahara entwickelte sich eine Reihe von Staaten, die immense Gewinne aus dem Handel über die Sahara hinweg erzielten und in großem Umfang Gold und Sklaven über transsaharischen Handelsrouten handelten. Auch die Königreiche in den stark bewaldeten Regionen Westafrikas waren Teil dieser Handelsnetze. Das Wachstum des Handels in diesem Gebiet wurde von der Yoruba-Zivilisation vorangetrieben, die sich auf Städte stützte, die von Ackerland umgeben waren und durch die Entwicklung eines umfangreichen Handels zu Wohlstand gelangten.
Während des größten Teils des ersten Jahrtausends n. Chr. verfügte das Axumitische Königreich in Ostafrika über eine mächtige Flotte und Handelsbeziehungen, die bis zum Byzantinischen Reich und nach Indien reichten. Zwischen dem 14. und 17. Jahrhundert praktizierte das Sultanat Ajuran im heutigen Somalia Wasserbau und entwickelte neue Systeme für Landwirtschaft und Besteuerung, die in Teilen des Horns von Afrika noch bis ins 19. Jahrhundert genutzt wurden.
Die Suaheli-Königreiche an der Ostküste Afrikas verfügten über ein blühendes Handelsimperium. Die Suaheli-Städte waren wichtige Handelshäfen entlang des Indischen Ozeans und trieben Handel mit dem Nahen und Fernen Osten. Die Königreiche in Südostafrika unterhielten auch weitreichende Handelsbeziehungen zu anderen Kulturregionen, die bis nach China und Indien reichten. Der institutionelle Rahmen für den Fernhandel über politische und kulturelle Grenzen hinweg bildete vor allem der Islam. Die Verbreitung der Sklaverei bildete allerdings eine Schranke für technologische Innovation in ganz Ostafrika.

## Mögliche Gründe
Forscher haben zahlreiche Theorien vorgeschlagen, um zu erklären, warum es zu der großen Divergenz kam.

### Kohle

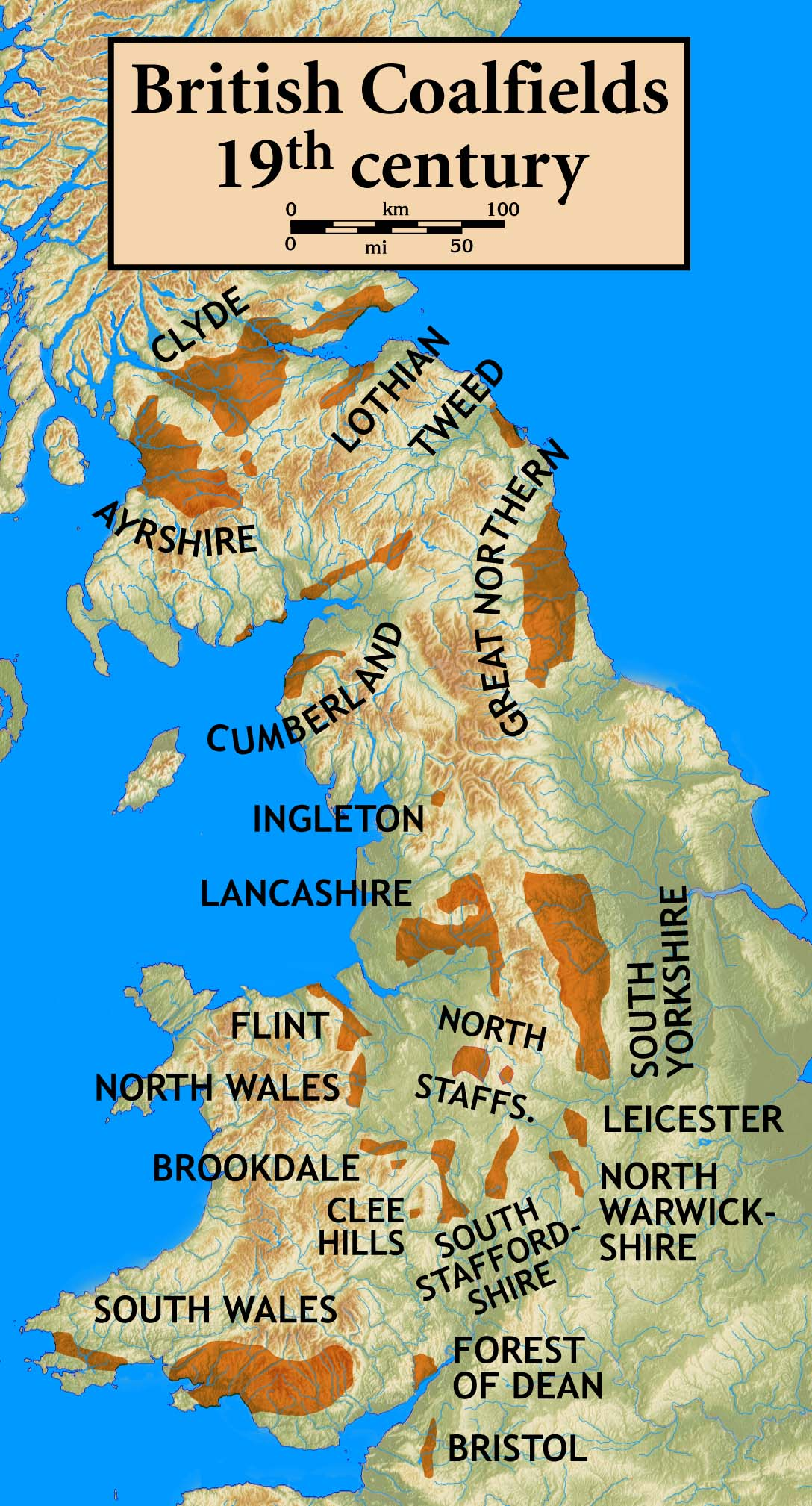
Kohlevorkommen prägten die industrielle Entwicklung in Großbritannien.

In der Metallurgie und bei den Dampfmaschinen wurden Kohle und Koks im Zuge der industriellen Revolution in großem Umfang eingesetzt, da sie billiger, reichhaltiger und effizienter waren als Holz und Holzkohle. Kohlebefeuerte Dampfmaschinen kamen auch bei der Eisenbahn und in der Schifffahrt zum Einsatz und revolutionierten den Verkehr im frühen 19. Jahrhundert. Kenneth Pomeranz wies auf die Unterschiede in der Verfügbarkeit von Kohle zwischen West und Ost hin. Aufgrund des regionalen Klimas waren die europäischen Kohlebergwerke feuchter, und tiefe Bergwerke wurden erst mit der Einführung der Newcomen-Dampfmaschine zum Abpumpen des Grundwassers möglich. In den Bergwerken im trockenen Nordwesten Chinas war die Belüftung zur Vermeidung von Explosionen wesentlich schwieriger.
Ein weiterer Unterschied betraf die geografische Entfernung: Obwohl China und Europa über vergleichbare Bergbautechnologien verfügten, waren die Entfernungen zwischen den wirtschaftlich entwickelten Regionen und den Kohlelagerstätten sehr unterschiedlich. Die größten Kohlevorkommen in China befinden sich im Nordwesten, in Reichweite des wirtschaftlichen Kerns Chinas während der Nördlichen Song-Zeit (960–1127). Im 11. Jahrhundert entwickelte China ausgefeilte Technologien zur Gewinnung und energetischen Nutzung von Kohle, was zu einer sprunghaften Zunahme der Eisenproduktion führte. Die Bevölkerungsverschiebung nach Süden zwischen dem 12. und 14. Jahrhundert führte zu neuen Zentren der chinesischen Wirtschaft, die weit entfernt von den großen Kohlevorkommen lagen. Einige kleine Kohlevorkommen waren zwar lokal verfügbar, ihre Nutzung wurde jedoch manchmal durch staatliche Vorschriften behindert. Im Gegensatz dazu verfügte Großbritannien über einige der größten Kohlevorkommen in Europa – und das alles auf einer relativ kleinen Insel.
Die zentrale Bedeutung der Kohle für die industrielle Revolution wurde von einigen Forschern kritisiert, die zeigen, dass Kohle ohne große Verluste beim Volkseinkommen hätte ersetzt werden können. So hätten die Chinesen ihre Industrie näher an die Kohlereserven verlegen können oder Kohle einführen können.

### Neue Welt

Verteilung der Kolonialreiche am Ende des 18. Jahrhunderts

Eine Vielzahl von Theorien sieht in der einzigartigen Beziehung Europas zur Neuen Welt eine Hauptursache für die Große Divergenz. Die hohen Gewinne aus den Kolonien ermöglichten erhöhte Investitionsrenditen, wenn man die hohe Abschreibungsrate des vorindustriellen Kapitalstocks bedenkt, die die Höhe der Ersparnisse und der Kapitalakkumulation begrenzte. Die frühe europäische Kolonisierung wurde durch die Gewinne aus dem Verkauf von Waren aus der Neuen Welt nach Asien, insbesondere von Silber nach China, getragen. Pomeranz zufolge bestand der wichtigste Vorteil für Europa in den riesigen Mengen an fruchtbarem, unkultiviertem Land in Amerika, auf dem große Mengen an landwirtschaftlichen Produkten angebaut werden konnten, die für die Aufrechterhaltung des europäischen Wirtschaftswachstums erforderlich waren, und die es ermöglichten, in Europa Arbeitskräfte und Land für die Industrialisierung freizusetzen. Schätzungen zufolge ersparte die Ausfuhr von Holz, Baumwolle und Wolle aus der Neuen Welt England den Bedarf an 23 bis 25 Millionen Acres (100.000 km²) Kulturland (zum Vergleich: die gesamte Anbaufläche in England betrug nur 17 Millionen Acres), wodurch immense Ressourcen freigesetzt wurden. Die Neue Welt diente auch als Abnehmer für europäische Produkte.

### Politische Fragmentierung

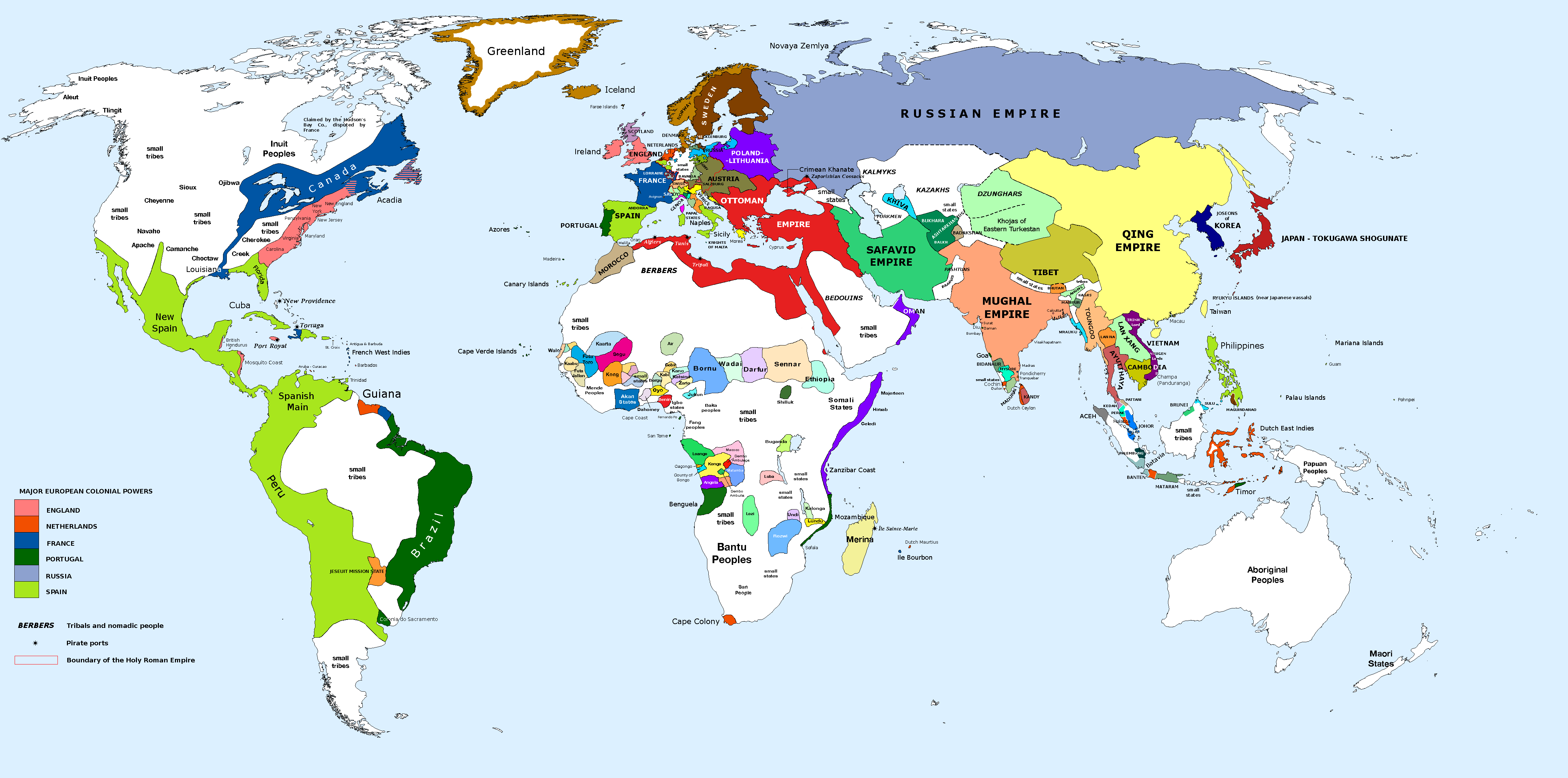
Staaten um das Jahr 1700

Jared Diamond und Peter Watson argumentierten, dass ein bemerkenswertes Merkmal der europäischen Geographie darin bestand, dass sie die politische Zersplitterung förderte, z. B. durch die Existenz mehrerer großer Halbinseln und natürliche Barrieren wie Berge und Meerengen die verteidigbare Grenzen bildeten. Im Gegensatz dazu begünstigte Chinas Geografie die politische Einheit mit einer viel ebeneren Küstenlinie und einem Kernland, das von zwei Flusstälern (Gelber Fluss und Jangtse) dominiert wird.
Ein weiterer Grund für die politische Zersplitterung Europas im Vergleich z. B. zu China ist die Lage der eurasischen Steppe. Nach der Domestizierung des Pferdes stellten Steppennomaden (z. B. Dschingis Khan und die Mongolen) bis zum 18. Jahrhundert eine Bedrohung für die sesshafte Bevölkerung dar. Der Grund für diese Bedrohung war, dass „die empfindliche Ökologie der Steppe bedeutete, dass Steppennomaden in Dürre- oder Kälteperioden eher in Räume benachbarte Völker eindringen konnten“. Dies veranlasste China, dessen Kern in der Nähe der Steppe lag, einen starken, geeinten Staat aufzubauen.
In seinem Buch Guns, Germs, and Steel (Arm und Reich) argumentiert Diamond, dass sich Hochkulturen außerhalb Europas in Gebieten entwickelt haben, deren Geografie große, monolithische, isolierte Reiche begünstigte. Unter diesen Bedingungen konnte eine Politik der technologischen und sozialen Stagnation lange fortbestehen. Als Beispiel nennt er China im Jahr 1432, als der Xuande-Kaiser den Bau von Hochseeschiffen verbot, in denen China zu dieser Zeit weltweit führend war. Im Gegensatz dazu erhielt Christoph Kolumbus von Königin Isabella I. von Kastilien die Unterstützung für seine Expedition, obwohl drei andere europäische Herrscher sie ablehnten. Infolgedessen korrigierten Regierungen, die den wirtschaftlichen und technologischen Fortschritt unterdrückten, ihre Fehler bald oder wurden relativ schnell überflügelt. Er argumentiert, dass diese Faktoren die Voraussetzungen für einen schnelleren internen Großmachtwechsel schufen (Spanien wurde von Frankreich und dann vom Vereinigten Königreich als führender Staat abgelöst), als dies in anderen Teilen Eurasiens möglich war.
Justin Yifu Lin vertrat die Ansicht, dass die große Bevölkerungszahl Chinas für den technologischen Fortschritt vor dem 14. Jahrhundert von Vorteil war, dass aber die große Bevölkerungszahl kein wichtiger Faktor für die Art von technologischem Fortschritt war, die zur industriellen Revolution führte. Frühe technologische Fortschritte hingen vom „learning by doing“ ab (bei dem die Bevölkerungsgröße ein wichtiger Faktor war), während die Industrielle Revolution das Ergebnis von Experimenten und Theorien war (bei denen die Bevölkerungsgröße weniger wichtig ist). Bei der Bildung erlangte Europa früh einen Vorteil. Um 1800 lag die Alphabetisierungsrate in den Niederlanden bei 68 % und in Großbritannien und Belgien bei 50 %, während in den außereuropäischen Gesellschaften die Alphabetisierungsrate erst im 20. Jahrhundert anstieg und davor meist unter 10 % lag. In der Anfangsphase der industriellen Revolution bestand wenig Bedarf an qualifizierten Arbeitskräften. In den nächsten Phasen der Industriellen Revolution wurden jedoch Faktoren, die die Produktivität der Arbeiter beeinflussen – Bildung, Ausbildung, Know-how und Gesundheit – zu wichtigen Einflussgrößen.
Der Wirtschaftshistoriker Joel Mokyr hat argumentiert, dass die politische Zersplitterung (das Vorhandensein einer großen Anzahl von europäischen Staaten) das Gedeihen heterodoxer Ideen ermöglichte, da Unternehmer, Innovatoren und Ketzer leicht in einen Nachbarstaat fliehen konnten, falls der eine Staat versuchen sollte, ihre Ideen und Aktivitäten zu unterdrücken. Darin unterschied sich Europa von den technologisch fortgeschrittenen, großen Einheitsreichen wie China. China verfügte sowohl über eine Druckerpresse als auch über bewegliche Lettern, doch die industrielle Revolution sollte in Europa stattfinden. In Europa ging die politische Zersplitterung mit einem „integrierten Markt für Ideen“ einher, auf dem die europäischen Intellektuellen die lateinische Verkehrssprache benutzten, eine gemeinsame intellektuelle Grundlage in Europas klassischem Erbe und der paneuropäischen Institution einer zwischenstaatlichen Klasse von Intellektuellen (Res publica literaria) hatten. Der Historiker Niall Ferguson führt diese Divergenz auf die Entwicklung von sechs „Killerapplikationen“ im Westen zurück, die seiner Meinung nach um 1500 in anderen Teilen der Welt weitgehend fehlten: „Wettbewerb, wissenschaftliche Methode, Rechtsstaatlichkeit, moderne Medizin, Konsumverhalten und Arbeitsethik“.

Der Politikwissenschaftler Gary W. Cox von der Stanford University stellte in einer Studie von 2017 fest;
dass die politische Zersplitterung Europas in Wechselwirkung mit seinen institutionellen Innovationen erhebliche Bereiche „wirtschaftlicher Freiheit“ förderte, in denen die europäischen Kaufleute ihre Produktion freier von zentraler Regulierung organisieren konnten, weniger Beschränkungen in Bezug auf ihre Versand- und Preisentscheidungen ausgesetzt waren und niedrigere Zölle und Mauten zahlten als ihre Kollegen in anderen Teilen Eurasiens. Da die politische Fragmentierung den Kaufleuten mehrere politisch unabhängige Routen bot, auf denen sie ihre Waren verschiffen konnten, sahen die europäischen Herrscher davon ab, lästige Vorschriften zu erlassen und willkürliche Zölle zu erheben, um den Handelsverkehr nicht an konkurrierende Staaten zu verlieren. Die fragmentierte Kontrolle der Handelswege verstärkte die Auswirkungen politischer Reformen. Wenn das Parlament in einem Staat willkürliche Vorschriften und Zölle einschränkte, mussten die benachbarten Herrscher möglicherweise in gleicher Weise reagieren, selbst wenn sie selbst kein Parlament besaßen. Die größere wirtschaftliche Freiheit, die durch das Zusammenspiel von Zersplitterung und Reformen begünstigt wurde, führte zu einem schnelleren und stärker vernetzten Wachstum der Städte.

### Andere geografische Faktoren
Fernand Braudel von der Historikerschule der Annales argumentierte, dass das Mittelmeer aufgrund seiner Tiefe schlecht für den Fischfang geeignet sei und daher den Fernhandel fördere. Außerdem versorgten die Alpen und andere Teile des Alpengürtels die Küstenregionen mit frischen Zuwanderern aus dem Hochland. Dies trug zur Verbreitung von Ideen bei, ebenso wie die Ost-West-Achse des Mittelmeers, die sich mit den vorherrschenden Winden deckte, und die vielen Inselgruppen, die zusammen die Schifffahrt erleichterten, sowie die großen Flüsse, die den Zugang zum Landesinneren ermöglichten, was alles die Einwanderung noch verstärkte. Die Halbinseln des Mittelmeers förderten auch den politischen Nationalismus, der zu internationalem Wettbewerb führte. Eine der geografischen Fragen, die sich auf die Wirtschaft Europas und des Nahen Ostens auswirkte, ist die Entdeckung Amerikas und der Kaproute um Afrika herum. Die alten Handelswege wurden unbrauchbar, was zum wirtschaftlichen Niedergang der Städte in Zentralasien und im Nahen Osten und darüber hinaus in Italien (Venedig) führte.

### Innovation
Ab dem frühen 19. Jahrhundert stieg der wirtschaftliche Wohlstand im Westen aufgrund von Verbesserungen der technischen Effizienz stark an, was sich in der Einführung neuer Errungenschaften wie der Eisenbahn, dem Dampfschiff, der Dampfmaschine und der Nutzung von Kohle als Brennstoff zeigte. Diese Innovationen trugen zur Großen Divergenz bei und verhalfen Europa und den Vereinigten Staaten zu einem hohen wirtschaftlichen Wachstum im Vergleich zum Orient.
Es wurde argumentiert, dass die Einstellung des Ostens zur Innovation einer der anderen Faktoren ist, der eine große Rolle bei den Fortschritten des Westens gegenüber dem Osten gespielt haben könnte. David Landes zufolge schien es, als habe der Osten nach einigen Jahrhunderten der Innovationen und Erfindungen aufgehört, sich um Fortschritte zu bemühen, und begonnen, das Bestehende zu erhalten, derartige Entwicklungen wurden im Kaiserreich China und im Osmanischen Reich beobachtet. Die Einstellung des Ostens zur Innovation zeigte, dass er sich mehr auf bestehendes Wissen wie die Klassiker des Konfuzianismus konzentrierte, während der Westen auf das Experimentieren setzte. China sah keine Notwendigkeit, seine Erfindungen zu verbessern, und konzentrierte sich auf seine früheren Erfolge. Der Westen konnte es so wirtschaftlich überholen.

### Marktwirtschaft
Ein gängiges Argument ist, dass Europa im Vergleich zu anderen Kulgturen über freiere und effizientere Märkte verfügte, was als Grund für die große Divergenz angeführt wurde. Pomeranz weist die Ansicht allerdings zurück, dass marktwirtschaftliche Institutionen die Ursache für die große Divergenz waren, und kommt zu dem Schluss, dass China dem Ideal der Marktwirtschaft näher war als Europa. In Europa wurde die Markteffizienz durch den vorherrschenden Feudalismus und Merkantilismus gestört. Praktiken wie die Erbfolge, die den Grundbesitz einschränkte, behinderten den freien Fluss von Arbeitskräften und den Kauf und Verkauf von Land. Diese feudalen Beschränkungen des Landbesitzes waren in Kontinentaleuropa besonders ausgeprägt. In China herrschte ein relativ liberalerer Bodenmarkt, der nur durch schwache Gewohnheitstraditionen behindert wurde. Gebundene Arbeit, wie Leibeigenschaft und Sklaverei, waren in Europa weiter verbreitet als in China, selbst während der Eroberung durch die Mandschu. Die städtische Industrie im Westen war durch Zünfte und staatlich erzwungene Monopole stärker eingeschränkt als in China, wo im 18. Jahrhundert die wichtigsten Monopole den Salz- und Außenhandel über Guangzhou regelten.
Der Wirtschaftshistoriker Paul Bairoch vertritt die Auffassung, dass westliche Länder wie die Vereinigten Staaten, Großbritannien und Spanien ursprünglich keinen Freihandel hatten, sondern Anfang des 19. Jahrhunderts eine protektionistische Politik verfolgten, ebenso wie China und Japan. Im Gegensatz dazu führt er das Osmanische Reich als Beispiel für einen Staat an, in dem Freihandel herrschte, was sich seiner Meinung nach negativ auf die Wirtschaft auswirkte und zur Deindustrialisierung des Landes beitrug. Das Osmanische Reich verfolgte eine liberale, für ausländische Importe offene Handelspolitik, die ihren Ursprung in den Kapitulationen des Osmanischen Reiches hat, die auf die ersten 1536 mit Frankreich unterzeichneten Handelsverträge zurückgehen und mit den Kapitulationen von 1673 und 1740 fortgesetzt wurden, in denen die Zölle für Importe und Exporte auf nur 3 % gesenkt wurden. Die liberale osmanische Politik wurde von britischen Ökonomen, die den Freihandel befürworteten, wie J. R. McCulloch in seinem Dictionary of Commerce (1834), gelobt, später jedoch von britischen Politikern, die den Freihandel ablehnten, wie Premierminister Benjamin Disraeli, kritisiert, der das Osmanische Reich in der Debatte über die Corn Laws von 1846 als „ein Beispiel für die Schädigung durch ungezügelten Wettbewerb“ anführte:
In der Türkei gab es Freihandel, und was hat er gebracht? Er hat einige der besten Manufakturen der Welt zerstört. Noch 1812 gab es diese Manufakturen, aber sie sind zerstört worden. Das waren die Folgen des Wettbewerbs in der Türkei, und seine Auswirkungen waren ebenso verhängnisvoll wie die Auswirkungen des gegenteiligen Prinzips in Spanien.

### Reallohn und Lebensstandard
Die klassischen Ökonomen, angefangen bei Adam Smith und Thomas Malthus, argumentierten, dass hohe Löhne im Westen arbeitssparende technologische Fortschritte förderten. Inwieweit Löhne und Lebensstandard in Westeuropa vor der industriellen Revolution wirklich höher waren ist in der Forschung nicht unumstritten. Nach Pomeranz war die Lebenserwartung in China und Japan mit der in den fortgeschrittenen Ländern Europas vergleichbar, und der chinesische Pro-Kopf-Verbrauch an Kalorien mit dem in England vergleichbar. China war in wichtigen Bereichen Westeuropa voraus. Auch im osmanischen Ägypten war das Pro-Kopf-Einkommen im Jahr 1800 mit dem westeuropäischer Länder wie Frankreich vergleichbar und lag höher als das durchschnittliche Einkommen in Osteuropa und Japan.
Şevket Pamuk und Jan-Luiten van Zanden zeigen auch, dass der Lebensstandard in Westeuropa während der industriellen Revolution vor den 1870er Jahren kaum anstieg, da der Anstieg der Nominallöhne durch die steigenden Lebensmittelpreise untergraben wurde. Der wesentliche Anstieg des Lebensstandards setzte erst nach 1870 ein, als billige Lebensmittel aus Amerika eingeführt wurden. Das westeuropäische BIP wuchs nach 1820 rasch, aber die Reallöhne und der Lebensstandard hinkten dem lange hinterher.
Als Reaktion auf die Arbeiten von Bairoch, Pomeranz und anderen haben jüngere Untersuchungen ergeben, dass in Teilen Westeuropas im 18. Jahrhundert höhere Löhne und ein höheres Pro-Kopf-Einkommen herrschten als in weiten Teilen Indiens, der osmanischen Türkei, Japans und Chinas. Zwischen 1725 und 1825 konnten die Arbeiter in Peking und Delhi nur einen Warenkorb in Höhe des Existenzminimums kaufen, während die Arbeiter in London und Amsterdam das 4- bis 6-fache des Existenzminimums aufbringen konnten. Bereits um 1600 lag das indische Pro-Kopf-BIP bei etwa 60 % des britischen Niveaus. Sowohl in China als auch in Indien kam es zu einem realen Rückgang des Pro-Kopf-Einkommens, in Indien bereits während der Mogulzeit, also vor der britischen Kolonialzeit. Außerhalb Europas wurde ein Großteil dieses Rückgangs und der Stagnation auf das Bevölkerungswachstum in ländlichen Gebieten, das das Wachstum der Anbauflächen überstieg, sowie auf interne politische Unruhen wie den Taiping-Aufstand in China zurückgeführt. Die freien Kolonisten in Britisch-Nordamerika am Vorabend der Amerikanischen Revolution wurden von Historikern und Wirtschaftswissenschaftlern in einer Umfrage unter Akademikern als die wohlhabendsten Menschen der Welt bezeichnet. Die ersten Belege für einen grundlegenden gesundheitlichen Wandel, der zu einer höheren Lebenserwartung führte, begannen in Europa in den 1770er Jahren, also etwa ein Jahrhundert vor vergleichbaren Entwicklungen in Asien. Robert Allen argumentiert, dass die relativ hohen Löhne im Großbritannien des 18. Jahrhunderts sowohl die Einführung arbeitssparender Technologien als auch die Aus- und Weiterbildung der Arbeiter förderten, was zur Industrialisierung führte.

### Konsum von Luxusgütern
Viele Forscher sind der Ansicht, dass der Luxuskonsum die Entwicklung des Kapitalismus gefördert und somit zur Großen Divergenz beigetragen hat. Befürworter dieser Ansicht argumentieren, dass Werkstätten, die Luxusartikel für Wohlhabende herstellten, allmählich Kapital anhäuften, um ihre Produktion auszuweiten, und dann als große Unternehmen auftraten, die für einen Massenmarkt produzierten; sie glauben, dass Westeuropas einzigartiger Geschmack für Luxus diese Entwicklung stärker gefördert hat als andere Kulturen. Andere halten dem entgegen, dass es nicht nur in Europa Luxuswerkstätten gab, sondern auch in großen Städten Chinas und Japans zahlreiche Produktionsstätten für Wohlhabende existierten und dass Luxuswerkstätten nicht unbedingt die Entwicklung „kapitalistischer Unternehmen“ fördern müssen.

### Eigentumsrechte
Unterschiede bei den Eigentumsrechten wurden als mögliche Ursache für die große Divergenz genannt. Diese Ansicht besagt, dass asiatische Kaufleute aufgrund des Risikos staatlicher Enteignung und der Ansprüche von Verwandten kein Kapital entwickeln und akkumulieren konnten, was die Eigentumsrechte im Vergleich zu Europa sehr unsicher machte. Dem halten andere jedoch entgegen, dass viele europäische Kaufleute durch den Ausfall von Staatsschulden de facto enteignet wurden und dass die Gefahr einer Enteignung durch asiatische Staaten nicht viel größer war als in Europa, außer in Japan.
Regierung und Politik haben eine wichtige Rolle dabei gespielt, wie sich verschiedene Volkswirtschaften entwickelt haben. Die östlichen Gesellschaften hatten Regierungen, die von den herrschenden Dynastien kontrolliert wurden und somit keine eigenständige Einheit darstellten. Diese Regierungen waren risikoscheu und innovationsfeindlich, was zu langsamen Fortschritten führte. Dies stand im Gegensatz zur westlichen Gesellschaft, die Handelsgesetze und Eigentumsrechte entwickelte, die den Schutz und die Freiheit des Marktes ermöglichten. Ihre kapitalistischen Ideale und Marktstrukturen förderten die Innovation.
Pomeranz argumentiert, dass der Landmarkt in China größtenteils frei war, wobei viele vermeintliche Erbpächter und Grundbesitzer häufig enteignet oder zum Verkauf ihres Landes gezwungen wurden. Obwohl das chinesische Gewohnheitsrecht vorschreibt, dass Menschen innerhalb des Dorfes das Land zuerst angeboten werden muss, stellt Pomeranz fest, dass das Land in den meisten Fällen fähigeren Außenstehenden angeboten wurde, und argumentiert, dass China tatsächlich einen freieren Landmarkt hatte als Europa.
Robert Brenner und Chris Isett betonen jedoch die Unterschiede bei den Landpachtrechten. Sie argumentieren, dass am unteren Jangtse die meisten Bauern entweder Land besaßen oder sichere Pachtrechte zu festen Pachtpreisen besaßen, so dass weder Bauern noch Grundherren dem Wettbewerb ausgesetzt waren. Im England des 15. Jahrhunderts hatten die Grundherren zwar ihre Leibeigenen verloren, konnten aber die Kontrolle über fast das gesamte Land ausüben, wodurch ein Pachtmarkt für Pachtbauern entstand. Dadurch entstand ein Wettbewerbsdruck gegen die Aufteilung von Grundstücken, und die Tatsache, dass Grundstücke nicht direkt an Söhne vererbt werden konnten, zwang diese, die Heirat so lange hinauszuzögern, bis sie ihren eigenen Besitz angehäuft hatten. So waren in England sowohl die landwirtschaftliche Produktivität als auch das Bevölkerungswachstum während der gesamten Frühen Neuzeit dem Druck des Marktes unterworfen.
Eine Studie aus dem Jahr 2017 ergab, dass das Vorhandensein sicherer Eigentumsrechte in Europa und deren Fehlen in weiten Teilen des Nahen Ostens zur Zunahme teurer, arbeitssparender Investitionsgüter wie Wassermühlen, Windmühlen und Kräne im mittelalterlichen Europa und zu deren Rückgang im Nahen Osten beitrugen.

### Europäischer Kolonialismus
Eine Reihe von Wirtschaftshistorikern hat argumentiert, dass der europäische Kolonialismus eine wichtige Rolle bei der Deindustrialisierung nicht-westlicher Gesellschaften spielte. So wurde der britische Kolonialismus in Indien häufig als Hauptbeispiel für negative Auswirkungen angeführt, der europäische Kolonialismus soll aber auch eine wichtige Rolle bei der Deindustrialisierung anderer Länder in Asien, dem Nahen Osten und Lateinamerika gespielt und zu einem starken wirtschaftlichen Niedergang in Afrika beigetragen haben. Zahlreiche moderne Wirtschaftshistoriker haben die britische Kolonialherrschaft insbesondere für die Deindustrialisierung Indiens verantwortlich gemacht. Die Kolonisierung Indiens wird als einer der Hauptfaktoren sowohl für die Deindustrialisierung Indiens als auch für die industrielle Revolution Großbritanniens angesehen.
Der Historiker Jeffrey G. Williamson hat argumentiert, dass Indien in der zweiten Hälfte des 18. Jahrhunderts eine Phase der Deindustrialisierung durchlief, die eine indirekte Folge des Zusammenbruchs des Mogulreichs war, wobei die britische Herrschaft später eine weitere Deindustrialisierung bewirkte. Williamson zufolge führte der Niedergang des Mogulreichs zu einem Rückgang der landwirtschaftlichen Produktivität, was die Lebensmittelpreise, dann die Nominallöhne und schließlich die Textilpreise in die Höhe trieb, was dazu führte, dass Indien einen Anteil des Welttextilmarktes an Großbritannien verlor, noch bevor es über eine überlegene Fabriktechnologie verfügte, obwohl indische Textilien noch bis ins 19. Jahrhundert hinein einen Wettbewerbsvorteil gegenüber britischen Textilien hatten. Der Wirtschaftshistoriker Prasannan Parthasarathi hat jedoch argumentiert, dass es in mehreren Nachmogulstaaten, insbesondere in Bengalen und dem Königreich Mysore, die im späten 18. Jahrhundert mit Großbritannien vergleichbar waren, keinen derartigen wirtschaftlichen Niedergang gab, bis die britische Kolonialpolitik eine Deindustrialisierung bewirkte.

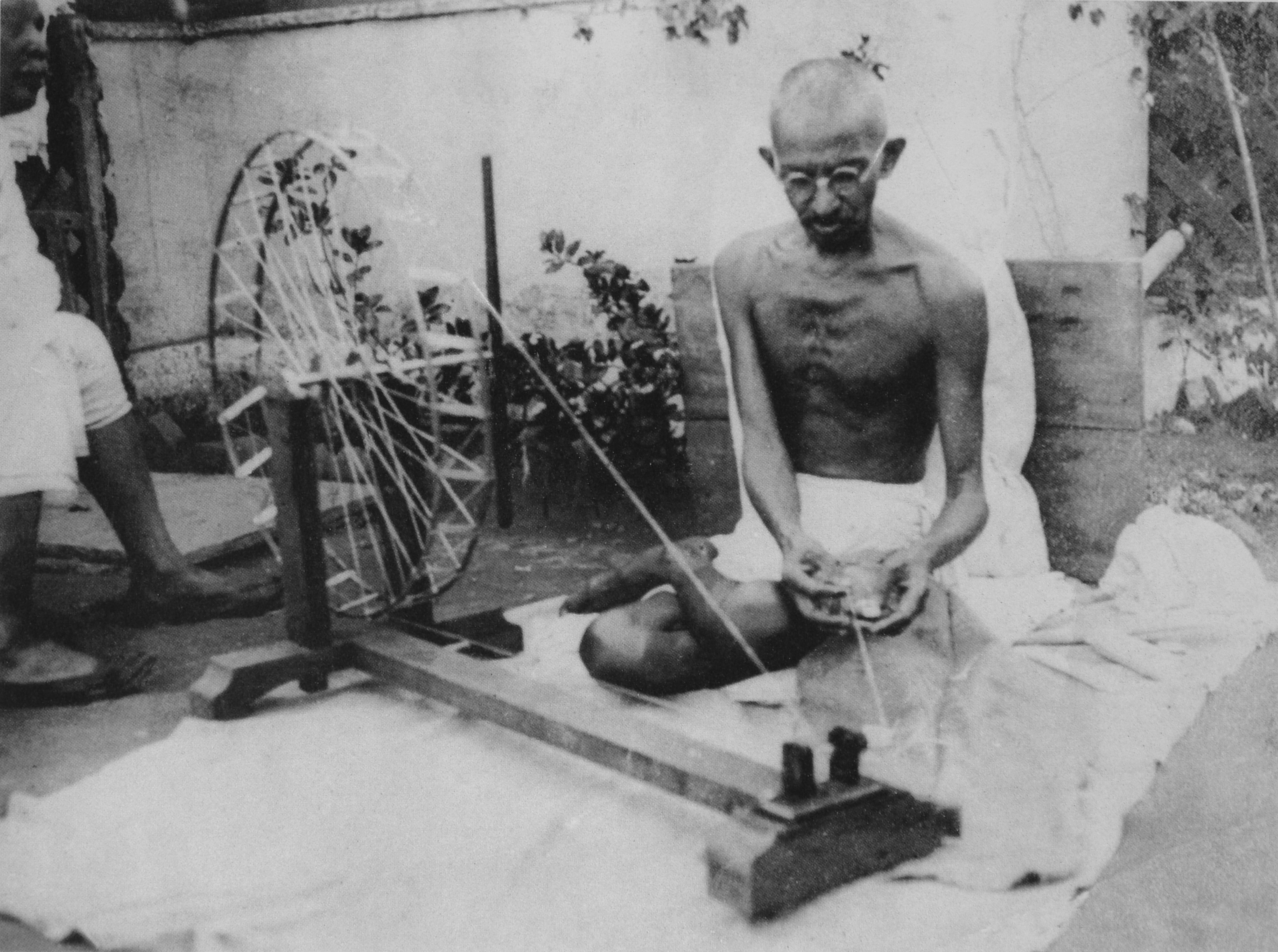
Gandhi warb für das Spinnen indischer Baumwollstoffe von Hand auf dem Spinnrad als autarke Alternative zu den maschinell gewebten britischen Importen.

Bis zum 19. Jahrhundert war Indien der weltweit führende Hersteller von Baumwolltextilien, wobei Bengalen und Mysore die Zentren der Baumwollproduktion waren. Um mit den indischen Importen konkurrieren zu können, investierten die Briten während ihrer Industriellen Revolution in arbeitssparende Technologien für die Textilherstellung. Auf politischen Druck der neuen industriellen Hersteller hob das Parlament 1813 das zwei Jahrhunderte alte, protektionistische Monopol der East India Company auf den Handel mit Asien auf und führte Einfuhrzölle auf indische Textilien ein. Bis dahin hatte das Monopol die Ausfuhr britischer Industrieerzeugnisse nach Indien beschränkt. Die proto-industriellen Handspinner und -weber in den von der Britischen Ostindien-Kompanie verwalteten Gebieten in Indien wurden der Konkurrenz durch maschinell gesponnene Fäden und gewebte Stoffe ausgesetzt. Der folgende Rückgang der einheimischen Produktion eröffnete neue Märkte für britische Waren. Durch die britische Kolonisierung wurde der große indische Markt für britische Waren geöffnet, während die indischen Importe nach Großbritannien beschränkt wurden. Rohbaumwolle wurde ohne Steuern und Zölle aus Indien in britische Fabriken importiert, die aus indischer Baumwolle Textilien herstellten und diese wieder auf dem indischen Markt verkauften. Indien diente somit sowohl als wichtiger Lieferant von Rohstoffen wie Baumwolle für die britischen Fabriken als auch als großer Absatzmarkt für britische Industriegüter. Darüber hinaus wurde das Kapital, das nach der Eroberung Bengalens nach der Schlacht von Plassey im Jahr 1757 angehäuft wurde, für Investitionen in britische Industrien wie die Textilherstellung verwendet und steigerte den britischen Wohlstand erheblich. Großbritannien überholte Indien schließlich im 19. Jahrhundert als weltweit führender Hersteller von Baumwolltextilien. Die britische Kolonialherrschaft wurde für die spätere desolate Lage der Wirtschaft Britisch-Indiens verantwortlich gemacht, da die Investitionen in die indische Industrie begrenzt waren, nachdem das Land eine Kolonie wurde.
Der wirtschaftliche Niedergang Indiens lässt sich bis in die Zeit vor der britischen Kolonialherrschaft zurückverfolgen und war größtenteils eine Folge des Produktionsanstiegs in anderen Teilen der Welt und des Zerfalls des Mogulreichs. Der Anteil Indiens an der Weltproduktion (24,9 %) war weitgehend eine Funktion seines Anteils an der Weltbevölkerung um 1600. Zwischen 1880 und 1930 stieg die gesamte indische Baumwolltextilproduktion von 1200 Millionen Yards auf 3700 Millionen Yards. Die Einführung der Eisenbahn in Indien war hinsichtlich ihrer Gesamtauswirkungen umstritten, doch gibt es Hinweise auf eine Reihe positiver Auswirkungen wie höhere Einkommen, wirtschaftliche Integration und Linderung von Hungersnöten. Das Pro-Kopf-BIP sank Schätzungen zufolge von 550 Dollar (in 1990 Dollar) pro Person im Jahr 1700 unter der Mogulherrschaft auf 533 Dollar (in 1990 Dollar) im Jahr 1820 unter der britischen Herrschaft und stieg dann auf 618 Dollar (in 1990 Dollar) im Jahr 1947 der Unabhängigkeit. Die Kohleproduktion in Bengalen nahm zu, vor allem um den Bedarf der Eisenbahn zu decken. Die Lebenserwartung stieg zwischen 1870 und der Unabhängigkeit um etwa 10 Jahre.
Neuere Forschungen über den Kolonialismus sind hinsichtlich seiner langfristigen Auswirkungen auf Wachstum und Entwicklung der Kolonien positiver ausgefallen. In einer Studie von Daren Acemoglu, Simon Johnson und James Robinson aus dem Jahr 2001 wurde festgestellt, dass Länder mit gemäßigtem Klima und niedriger Sterblichkeitsrate bei den Siedlern beliebter waren und in höherem Maße kolonialer Herrschaft unterworfen wurden. Diese Länder profitierten davon, dass die Europäer integrativere Institutionen schufen, die zu höheren langfristigen Wachstumsraten führten. Spätere Forschungen haben bestätigt, dass sowohl die Dauer der Koloniezugehörigkeit eines Landes als auch die Zahl der europäischen Siedler, die dorthin eingewandert sind, positiv mit der wirtschaftlichen Entwicklung und der institutionellen Qualität korreliert sind, obwohl die Beziehungen nach 1700 stärker werden und je nach Kolonialmacht variieren, wobei die britischen Kolonien in der Regel am besten abschneiden. Acemoglu wies auch darauf hin, dass der Anteil der Kolonialgewinne am Bruttosozialprodukt zu gering war, um die Divergenz direkt zu erklären, dass er aber indirekt durch die Auswirkungen auf die Institutionen erklärt werden könnte, indem er die Entwicklung des privaten Kapitalismus begünstigte.

### Kultur
Rosenberg und Birdzell postulierten, dass die so genannte östliche Kultur des Respekts und der unbedingten Ergebenheit gegenüber der herrschenden Dynastie das Ergebnis einer schweigenden Gesellschaft war, die „ohne die Zustimmung oder den Befehl der herrschenden Klasse keine Fragen stellte oder experimentierte“. Zudem behaupteten sie, dass es im Westen des späten Mittelalters keine zentrale Autorität oder einen absoluten Staat gab, was einen freien Fluss von Ideen ermöglichte. Andere Ansätze gehen davon aus, das Christentum sei ein entscheidender Faktor für die Entstehung liberaler Gesellschaften gewesen. Laut der Theorie des Anthropologen Joseph Henrich führten die Eheregeln der mittelalterlichen Kirche in Westeuropa, einschließlich des Verbots enge Verwandte zu heiraten, zur Zerstörung der clanbasierten Gesellschaft in Europa und zu stärkerem gesellschaftlichen Individualismus, welcher die Aufklärung und die Entstehung des modernen Kapitalismus ermöglichte. Die östliche Kultur zeige dagegen eine Ablehnung von Veränderungen aufgrund ihrer „Angst vor dem Scheitern“ (Gesichtsverlust) und der Missachtung der Nachahmung fremder Erfindungen und Wissenschaften; dies sei ein Unterschied zur „westlichen Kultur“, die bereit sei, zu experimentieren und andere zu imitieren. Max Weber argumentierte in Die protestantische Ethik und der Geist des Kapitalismus, dass der Kapitalismus in Nordeuropa entstand, als die protestantische Arbeitsethik (insbesondere die calvinistische) eine große Zahl von Menschen dazu brachte, hart zu arbeiten, Handel zu treiben sowie Vermögen für Investitionen anzuhäufen. In seinem Buch Konfuzianismus und Taoismus macht er die chinesische Kultur dafür verantwortlich, dass sich der Kapitalismus in China nicht entwickelt hat. Chen behauptete ebenfalls, dass kulturelle Unterschiede die grundlegendste Ursache für die Divergenz waren, und argumentiert, dass der Humanismus der Renaissance, gefolgt von der Aufklärung (einschließlich revolutionärer Veränderungen in der Einstellung zur Religion) einen merkantilen, innovativen, individualistischen und kapitalistischen Geist ermöglichte. Für das China der Ming-Zeit machte er die Feststellung, dass es repressive Maßnahmen gab, die abweichende Meinungen und Nonkonformismus unterdrückten. Er behauptet, der Konfuzianismus lehre, dass Ungehorsam gegenüber den Vorgesetzten einer „Sünde“ gleichkomme. Außerdem behauptete Chen, dass Kaufleute und Handwerker weniger Prestige besaßen als in Westeuropa. Justin Yifu Lin hat die Rolle des kaiserlichen Prüfungssystems bei der Beseitigung der Anreize für chinesische Intellektuelle, Mathematik zu lernen oder Experimente durchzuführen, dargelegt. Yasheng Huang hat argumentiert, dass das kaiserliche Prüfungssystem die fähigsten Intellektuellen in den Dienst des Staates stellte, die Verbreitung des Konfuzianismus aufrechterhielt und das Aufkommen von Ideen verhinderte, die ihn in Frage stellen könnten.
Viele Wissenschaftler, die sich mit den konfuzianischen Lehren näher befasst haben, haben jedoch die Behauptung kritisiert, die Philosophie fördere die unbedingte Loyalität gegenüber den Vorgesetzten und dem Staat. Der Kern der konfuzianischen Philosophie selbst war bereits humanistisch und rationalistisch; sie „[teilt] nicht den Glauben an ein göttliches Gesetz und [verherrlicht] nicht die Treue zu einem höheren Gesetz als Manifestation des göttlichen Willens“. Eine der zentralen Lehren des Konfuzianismus besagt, dass man sich nicht immer der Autorität unterwerfen sollte.
Darüber hinaus war die chinesische Kaufmannsschicht während der gesamten chinesischen Geschichte in der Regel wohlhabend und verfügte über einen beträchtlichen Einfluss, der über ihrer angeblich niedrigen sozialen Stellung lag. Historiker wie Yu Yingshi und Billy So haben demonstriert, dass mit der zunehmenden Kommerzialisierung der chinesischen Gesellschaft ab der Song-Dynastie der Konfuzianismus allmählich begann, Wirtschaft und Handel als legitime und lebensfähige Berufe zu akzeptieren und sogar zu unterstützen, solange die Kaufleute sich von unethischen Handlungen fernhielten. In der Zwischenzeit hatten auch die Kaufleute von der konfuzianischen Ethik profitiert und sie bei ihren Geschäftspraktiken angewandt. In der Song-Zeit nutzten die Gelehrten selbst Vermittler, um am Handel teilzunehmen.
Indien zeichnete sich durch sein Kastensystem der gebundenen Arbeit aus, das das Wirtschafts- und Bevölkerungswachstum behinderte und zu einer relativen Unterentwicklung im Vergleich zu anderen wirtschaftlichen Zentren der prämodernen Welt führte. Im Vergleich zu anderen entwickelten Regionen verfügte Indien immer noch über große Mengen an ungenutzten Ressourcen. Das indische Kastensystem bot den Eliten einen Anreiz, ihre unfreien Arbeitskräfte bei steigender Nachfrage härter arbeiten zu lassen, anstatt in neue Technologien zu investieren. Die indische Wirtschaft war durch Vasallen-Herren-Beziehungen gekennzeichnet, welche die Aussicht des finanziellen Gewinns und Entwicklung von privaten Märkten schwächten; ein talentierter Handwerker oder Kaufmann konnte nicht auf eine große persönliche Belohnung hoffen. Pomeranz argumentiert, dass Indien trotz seines hochentwickelten Handels und Landwirtschaft kein sehr wahrscheinlicher Standort für einen industriellen Durchbruch war.
Aspekte des islamischen Rechts wurden als Argument für das Zurückfallen der muslimischen Welt angeführt. Der Wirtschaftswissenschaftler Timur Kuran argumentiert, dass islamische Institutionen, die in früheren Phasen die Entwicklung der Wirtschaft gefördert hatten, später begannen, eine weitergehende Entwicklung zu verhindern, indem sie die Gründung von Unternehmen, die Kapitalakkumulation, die Massenproduktion und unpersönliche Transaktionen behinderten. Andere ähnliche Argumente, die vorgebracht wurden, sind das allmähliche Verbot unabhängiger religiöser Urteile (Ijtihad) und ein starker Kommunalismus, der die Kontakte mit Gruppen außerhalb des Landes einschränkte. Nach der Zerstörung von Bagdad im Mongolensturm des 13. Jahrhunderts wendete sich die islamische Welt der religiösen Orthodoxie zu und erreichte nicht mehr ihre alte wirtschaftliche und wissenschaftliche Stellung.

### Repräsentative Regierungen
Eine Reihe von Wirtschaftswissenschaftlern hat argumentiert, dass repräsentative Regierung wie in den Niederlanden und Großbritannien ein Faktor für die Große Divergenz war. Sie argumentieren dabei, dass absolutistische Regierungen, in denen die Regierenden nicht umfassend rechenschaftspflichtig sind, anfällig für Korruption und Gewinnstreben sind und gleichzeitig Eigentumsrechte und Innovation beeinträchtigen. Repräsentative Regierungen waren jedoch breiteren Bevölkerungsschichten gegenüber rechenschaftspflichtig und mussten daher Eigentumsrechte schützen und durften nicht willkürlich regieren, was zu größerem wirtschaftlichem Wohlstand führte. Zu den diskutierten Effekten zwischen Demokratisierung und Wirtschaftswachstum während der Großen Divergenz gehört der zunehmende Wettbewerb der Eliten, der das Wirtschaftswachstum fördert.

### Globalisierung
Eine 2017 in der American Economic Review veröffentlichte Studie kam zu dem Ergebnis, dass „die Globalisierung die Hauptursache für die wirtschaftliche Divergenz zwischen den reichen und den armen Teilen der Welt in den Jahren 1850–1900 war.“ Die Staaten, die von der Globalisierung profitierten, zeichneten sich „durch eine starke Einschränkung der Exekutivgewalt aus, ein besonderes Merkmal des institutionellen Umfelds, das nachweislich private Investitionen begünstigt“. Einer der weiteren Vorteile war der Wandel der technologischen Macht in den USA und Europa. Ein Beispiel: 1839 beschlossen die chinesischen Herrscher, den Handel mit britischen Händlern zu verbieten, die China mit Opium überschwemmten. Doch „Chinas knarrende kaiserliche Marine war einer kleinen Flotte britischer Kanonenboote, die von Dampfmaschinen angetrieben und mit Stahlpanzern geschützt waren, nicht gewachsen“.

### Zufall und Glück
Eine Reihe von Wirtschaftshistorikern hat die These aufgestellt, dass der Ort und Zeitpunkt der Industriellen Revolution zum Teil auf glücklichen Umständen und Zufällen beruht.